# ضياء البياتي
ضياء شهاب احمد البياتي (10 تشرين الأول/أكتوبر 1937 - ) ممثل عراقي ولد في محافظة بابل، تخرج من معهد الفنون الجميلة فرع التمثيل الدورة الثالثة القسم الصباحي، حصل على شهادة الدبلوم العالي في الفنون المسرحية، عمل في المسرح وأخرج بعض الأفلام الوثائقية، ومن أفلامه كمخرج «جسر الأحرار» إضافة إلى إخراجه مسرحية عوالي للمؤلف علي احمد باكتير والتي تعد اطروحته في التخرج من معهد الفنون الجميلة لطالبات معهد الفنون المنزلية في الاعظمية وعرضت على مسرح قاعة الشعب في باب المعظم وقد نال درجة عالية على إخراج المسرحية، خريج اكاديمية الفنون الجميلة قسم السينما الدورة الأولى. عضو مؤسس لفرقة 14 تموز للتمثيل وكان بطلا للعديد من مسلسلاتها ومنها (حياة العظماء والف ليله وليله ورماضانيات وتحت موس الحلاق) التي كانت تقدم في تلفزيون بغداد انذاك على الهواء مباشرة، أحد مؤسسي اذاعة القوات المسلحة والمسرح العسكري، أول عضو في الفرقة القومية للتمثيل في مصلحة السينما والمسرح عند تأسيسها وكان بطل أول مسرحية (وحيدة)، شغل منصب مدير السينما ومعاون مدير عام السينما والمسرح لاكثر من 20 عامًا وانتج العديد من الافلام الروائية الطويلة والقصيرة والافلام الوثائقية، عضو مؤسس لنقابة الفنانين العراقيين عام 1969 وشغل منصب امين سر النقابة لاكثر من 15 عام. وعضو مؤسس لأتحاد التسجيليين السينمائيين العرب. وعضو مؤسس لفرقة المسرح الوطني.
له عدة إصدارات، الأول هو:- زمن السينما العراقية
و عكف على وضع موسوعة السينما العراقية بثلاثة أجزاء من عام 1909 إلى عام 2018 .
و يمتلك أرشيف ووثائق نادرة عن السينما العراقية.
يشارك مؤخرا بكثير من المهرجانات السينمائية المحلية وقد اقامت له مؤسسة عيون مهرجانا سينمائيا في دورته الثانية عام 2018 كرائد سينمائي
حصل على العديد من الجوائز والدروع والميداليات والشهادات التكريمية
شارك وحضر مهرجانات سينمائية عالمية مثل مهرجان موسكو السينمائي لعدة مرات ومهرجان طاشقند السينمائي ومهرجان كارلو فيفاري ومهرجان فينيسيا بأيطاليا ومهرجان القاهرة السينمائي لعدة مرات ومهرجان دمشق السينمائي الدولي لعدة مرات ومهرجان بالمو السينمائي
حاز فيلم العجلة الذي اخرجه محمد شكري جميل وانتجه ضياء البياتي على جائزة (اوزوريس) الذهبية في مهرجان كراكوف السينمائي الدولي وتعتبر هذه الجائزة من ارقى الجوائز في العالم بعد الاوسكار
حاز فيلم الاسوار على جائزة السيف الذهبي الذي انتجه ضياء البياتي في مهرجان دمشق السينمائي الدولي
عمل مدير إنتاج مع شركة وارنربراذر في فيلم التعويذة (اكزورزت) للمخرج الأمريكي فردكن الذي حاز على جائزة الاوسكار عام 1973
خريج كلية الاحتياط العسكرية الدورة ال19 الوجبة الثانية وخدم في القوات المسلحة العراقية برتبة ملازم وشارك في حرب تشرين عام 1972 في دمشق (الكسوة) وكان رئيسا للوفد الإعلامي العراقي في الجبهة في الحرب مع إسرائيل.
خريج دورة كتابة السيناريو السينمائي الأول لمعهد اتحاد الإذاعات العربية والذي حاظر فيه السيناريست علي الزرقاني وصلاح أبو سيف وتوفيق صالح.
اخرج عشرة أفلام وثائقية قصيرة آخرها عيون الذي شارك في مهرجان لايزبك السينمائي وحاز على جائزة منه.
عمل مدير إنتاج ومثل في بعض منها لأفلام سينمائية روائية طويلة:-
1) الضامئون
2) الرأس
3)النهر
4) التجربة
5) الباحثون
6) بيوت في ذلك الزقاق
7) جسر الأحرار
8) القناص
9) الأيام الطويلة
10) القادسية
11) المنفذون
12) المسألة الكبرى
13) مطاوع وبهية
14) يوم آخر
15) الأسوار
16) الحدود الملتهبة
17) المهمة مستمرة
18) يوم السمتيات
و كذلك ادار إنتاج أفلام روائية قصيرة عديدة عندما كان مديرا للسينما منها:- (ورطة / ريشة وسكين...).
ادار قسم الدراما في تلفزيون بغداد وانتج ما يقارب أكثر من (مائة وخمسة) سهرات ومسلسلات درامية خلال فترة عمله من عام 1990 لغاية 2000 منها:-
1) مسلسل أبو جعفر المنصور 30 حلقة إخراج صلاح كرم.
2) مسلسل البيوت اسرار 30 حلقة إخراج حسين التكريتي.
3) مسلسل أعالي الفردوس إخراج نبيل يوسف.
4) مسلسل من يطرق باب الليل 30 حلقة إخراج حسين التكريتي.
5) مسلسل الأبراج 30 حلقة لعدة مخرجين منهم رجاء كاظم وعائدة حميد وآخرين.. .
6) ملجأ العامرية فلم روائي طويل إخراج صلاح كرم وتأليف صباح عطوان.
و في عام 1958 لغاية 1964 مثل في المسرح والتلفزيون بطولات لسهرات درامية مطلقة قبل ظههور الفديو (التسجيل):-
1) الف ليلة وليلة 60 حلقة
2) من حياة العظماء 30 حلقة
3) من التأريخ 30 حلقة
4) قادة عظماء 30 حلقة
و هذه الأربعة اعداد وتقديم الدكتور عزيز شلال عزيز لفرقة 14 تموز للتمثيل
5) رمضانيات 60 حلقة
6) دراما شعبية 20 حلقة
7) دراما عربية 60 حلقة
8) حكايات من التراث 15 حلقة
9) تحت موس الحلاق 9 حلقات
و هذه أيضا لفرقة 14 تموز للتمثيل.
قدم أشهر برنامج تلفزيوني درامي من تلفزيون بغداد (اين الحل)
قدم برنامج إذاعي من إذاعة بغداد 40 حلقة يوميا عام 1963 بعنوان (اسمعوا يا ناس).
يضم كتاب زمن السينما العراقية الذي صدر له عام 2013 أهم الأفلام الوثائقية السينمائية التي أنتجت في عهد ادارته لمديرية السينما
تضم موسوعة السينما العراقية الجزء الأول السيرة الذاتية وأفلام روائية طويلة وقصيرة أنتجت للقطاعين الخاص والعام منذ عام 1909 إلى 2013 وكذالك تحتوي على بوسترات أفلام سينمائية عراقية بالألوان
اما الجزء الثاني للموسوعة فيضم السيرة الذاتية ل268 فنان سينمائي عملوا في السينما العراقي في الفترة من عام 1946 إلى عام 2003 .
الجزء الثالث لموسوعة السينما فتضم سيرة 280 مخرج سينمائي شاب مع بعض من افلامهم إضافة إلى بوسترات لأفلامهم بالألوان
و تضم قائمة بأسماء الأفلام العراقية حسب تسلسل إنتاجها من عام 1946 لغاية 2003 , اسم المخرج واسم الفلم وسنة الإنتاج وجهة الإنتاج للقطاعين العام والخاص والتي تبين وجود 65 فيلما للقطاع الخاص و 112 فيلما للقطاع العام في الفترة المذكورة اعلاه.

## روابط خارجية
- ضياء البياتي